# Клушино (Смоленская область)
Клу́шино — деревня в Смоленской области России, в Гагаринском районе. Расположена в северо-восточной части области в 13 км к северу от районного центра, на берегу реки Дубня. Население — 400 жителей (2007 год). Центр Гагаринского сельского поселения.
Клушино — родина первого космонавта Ю. А. Гагарина. В деревне работает Дом-музей Ю.А. Гагарина.

## История
До XVIII века относилось к Можайскому уезду Московской земли (затем — губернии), с середины XVIII века было передано в Гжатский уезд Смоленской губернии. В Смутное время с 23 на 24 июня 1610 года возле деревни произошло столкновение (названное позже историками Битва при Клушине или Клушинская битва) польских войск под предводительством гетмана Жолкевского с 30-тысячной русской армией под командованием князя Д. И. Шуйского. Русские войска проиграли сражение, и село было подвергнуто разграблению и сожжению. В 1812 году деревня была уничтожена армией Наполеона. В середине XIX века — 901 житель. В 1904 году — 795 жителей.

## Климат
| Показатель                    | Янв.  | Фев.  | Март | Апр. | Май  | Июнь | Июль | Авг. | Сен. | Окт. | Нояб. | Дек. | Год |
| ----------------------------- | ----- | ----- | ---- | ---- | ---- | ---- | ---- | ---- | ---- | ---- | ----- | ---- | --- |
| Средний суточный максимум, °C | −6,1  | −5,2  | −0,2 | 9,2  | 17,4 | 21,4 | 23   | 21   | 14,9 | 8    | 0,6   | −3,4 | 8,3 |
| Средняя температура, °C       | −9,4  | −8,8  | −4,1 | 4,6  | 11,8 | 16   | 17,6 | 15,8 | 10,5 | 4,7  | −1,8  | −6,1 | 4,2 |
| Средний суточный минимум, °C  | −12,7 | −12,4 | −7,9 | 0,1  | 6,3  | 10,6 | 12,5 | 10,8 | 6,1  | 1,5  | −4,1  | −8,8 | 0   |
| Норма осадков, мм             | 36    | 27    | 30   | 41   | 53   | 83   | 87   | 73   | 58   | 52   | 52    | 45   | 637 |

## Фотогалерея
- Улица в Клушино
- Внутри дома-музея Ю. А. Гагарина
- Спальня в доме-музее

## Достопримечательности
- Дом-музей и бюст Ю. А. Гагарина